# 단, 하나의 사랑
《단, 하나의 사랑》은 2019년 5월 22일부터 2019년 7월 11일까지 방영된 KBS 2TV 수목드라마이다.

## 줄거리
사랑 한 톨 없는 독한 발레리나 이연서와 낙천주의 사고뭉치 천사 단의 이야기를 그린 예측불가 판타스틱 천상 로맨스.

## 방송 시간
| 방송 채널 | 방송 기간 | 방송 시간                            | 방송 분량                        |
| --------- | --- | ------------------------------------ | -------------------------------- |
| KBS 2TV   | 2019년 5월 22일 ~ 2019년 7월 11일 [1회~32회] (본방송) | 매주 수요일, 목요일 밤 10:00 ~ 11:10 | 70분 (1회당 35분 / 2회 연속방송) |
| KBS 2TV   | 2019년 5월 23일 ~ 2019년 5월 30일 [1,2회] / [5,6회] (재방송) 2019년 6월 13일 ~ 2019년 7월 11일 [13,14회] / [17,18회] / [21,22회] / [25,26회] / [29,30회] (재방송) | 매주 목요일 오전 11:00 ~ 낮 12:10    | 70분                             |
| KBS 2TV   | 2019년 6월 6일 [9,10회] (재방송) | 목요일 낮 12:40 ~ 1:50               | 70분                             |
| KBS 2TV   | 2019년 5월 26일 ~ 2019년 7월 14일 [1회~32회] (UHD 재방송) (화면해설방송)                                                                                          | 매주 일요일 오후 1:20 ~ 3:40         | 140분 (70분+70분)                |
| KBS 2TV   | 2019년 5월 29일 ~ 2019년 7월 17일 [1회~32회] (UHD 재방송) (화면해설방송)                                                                                          | 매주 수요일 오전 11:00 ~ 오후 1:00   | 120분                            |

## 등장 인물

### 주요 인물
- 신혜선 : 이연서(26세) 역 (아역 엄서현, 윤채은) 전직 발레리나 / 최설희 역 - 강우 옛 연인 (사망)
- 김명수 : 김단(유성우) 역 (아역 고우림) - 천사
- 이동건 : 지강우 역 - 해외 발레단 최연소 예술감독, 죽은 설희의 옛 연인.
- 김보미 : 금니나(26세) 역 - 연서의 6촌지간이자 친구, 발레리나

### 연서의 주변 인물
- 우희진 : 정유미 역 - 저택 총괄 집사 (워커홀릭)

### 단의 주변 인물
- 김인권 : 후 역 - 김단의 선배 대천사

### 니나의 주변 인물
- 도지원 : 최영자(58세) 역 - 니나의 어머니, 연서의 5촌고모, 판타지아 발레단 임시 단장
- 김승욱 : 금기천(55세) 역 - 루나와 니나의 아버지, 판타지아 임시 이사장
- 길은혜 : 금루나(30세) 역 - 니나의 언니, 판타지아 부단장

### 그 외 인물
- 이화룡 : 박광일 역 - 발레단 운영실장, 최영자의 심복
- 이예나 : 황정은 역 - 발레리나
- 이제연 : 기준수 역 - 경호팀장
- 박상면 : 판타지아 후원자 역
- 강예나
- 이루 : 고성민 역 - 백운경찰서 경장
- 이영도
- 김사랑
- 이승현
- 이소미
- 이산하
- 이하나
- 고승미
- 정규수 : 노엘 역 - 소멸 된 천사
- 성병숙 : 함미옥 역
- 고성준 : 기자 역
- 옥주리

### 특별출연
- 장현성 : 조승완 역 - 죽은 연서의 비서
- 박원상
- 이세나 : 나희수 역 - 연서의 어머니
- 이석준 : 이진웅 역 - 연서의 아버지

## 촬영지
- 제이드가든 수목원
- 엑스포다리
- 아트센터 인천
- 인천대공원
- 합덕성당
- 송도 센트럴파크
- 올드스탠드 판교점
- KT&G 상상마당 춘천 아트센터
- 덕월리 방파제
- 청아공원

## 시청률
최저 시청률과 최고 시청률은 시청률 조사회사와 지역별로 시청률에 차이가 있을 수 있습니다.
| 2019년      | 2019년      | 2019년         | 2019년         | 2019년       | 2019년 |
| 회차        | 방송일      | TNmS 시청률    | AGB 시청률     | AGB 시청률   |        |
| 회차        | 방송일      | 대한민국(전국) | 대한민국(전국) | 서울(수도권) |        |
| ----------- | ----------- | -------------- | -------------- | ------------ | ------ |
| 제1회       | 5월 22일    | 7.3%           | 7.3%           | 7.7%         |        |
| 제2회       | 5월 22일    | 7.7%           | 9.2%           | 9.5%         |        |
| 제3회       | 5월 23일    | 6.3%           | 6.6%           | 7.5%         |        |
| 제4회       | 5월 23일    | 7.2%           | 8.6%           | 8.9%         |        |
| 제5회       | 5월 29일    | 7.4%           | 8.2%           | 8.6%         |        |
| 제6회       | 5월 29일    | 8.8%           | 9.4%           | 9.7%         |        |
| 제7회       | 5월 30일    | 6.5%           | 6.7%           | 6.8%         |        |
| 제8회       | 5월 30일    | 7.8%           | 8.4%           | 8.7%         |        |
| 제9회       | 6월 5일     | 5.9%           | 6.7%           | 6.9%         |        |
| 제10회      | 6월 5일     | 7.4%           | 7.9%           | 8.3%         |        |
| 제11회      | 6월 6일     | 6.9%           | 6.9%           | 7.7%         |        |
| 제12회      | 6월 6일     | 7.5%           | 8.7%           | 9.7%         |        |
| 제13회      | 6월 12일    | 6.6%           | 6.3%           | 6.6%         |        |
| 제14회      | 6월 12일    | 7.6%           | 7.3%           | 7.3%         |        |
| 제15회      | 6월 13일    | 5.9%           | 7.0%           | 7.2%         |        |
| 제16회      | 6월 13일    | 7.5%           | 7.8%           | 7.9%         |        |
| 제17회      | 6월 19일    | 6.1%           | 6.8%           | 7.0%         |        |
| 제18회      | 6월 19일    | 7.0%           | 7.9%           | 8.0%         |        |
| 제19회      | 6월 20일    | 5.3%           | 6.5%           | 7.4%         |        |
| 제20회      | 6월 20일    | 6.6%           | 7.9%           | 8.3%         |        |
| 제21회      | 6월 26일    | 6.1%           | 7.6%           | 7.7%         |        |
| 제22회      | 6월 26일    | 6.7%           | 8.1%           | 8.5%         |        |
| 제23회      | 6월 27일    | 5.1%           | 5.8%           | 6.6%         |        |
| 제24회      | 6월 27일    | 6.2%           | 7.1%           | 7.9%         |        |
| 제25회      | 7월 3일     | %              | 5.5%           | 5.8%         |        |
| 제26회      | 7월 3일     | 6.0%           | 6.6%           | 6.8%         |        |
| 제27회      | 7월 4일     | %              | 5.8%           | 6.3%         |        |
| 제28회      | 7월 4일     | 5.1%           | 7.2%           | 7.4%         |        |
| 제29회      | 7월 10일    | %              | 6.8%           | 7.6%         |        |
| 제30회      | 7월 10일    | %              | 7.8%           | 8.7%         |        |
| 제31회      | 7월 11일    | %              | 5.1%           | 5.5%         |        |
| 제32회      | 7월 11일    | 5.6%           | 7.2%           | 7.7%         |        |
| 평균 시청률 | 평균 시청률 |                | 7.3%           | 7.7%         |        |

## 참고 사항
- 2019년 5월 21일 서울 강남구 임피리얼팰리스 호텔에서 열린 드라마 제작발표회에는 신혜선, 김명수, 이동건, 도지원, 김보미, 김인권, 연출을 맡은 이정섭 피디와 안무감독으로 최수진이 참석했다.[3]

## 수상
- 2019년 제24회 소비자의 시상식 올해의 배우상 김명수
- 2019년 KBS 연기대상 신인상/한류스타상/베스트 커플상 김명수
- 2019년 KBS 연기대상 베스트 커플상/최우수상 신혜선

## 동시간대 드라마
- SBS 수목 미니시리즈

《절대 그이》 (2019년 5월 15일 ~ 2019년 7월 11일)

## 같이 보기
- 대한민국의 텔레비전 드라마 목록 (ㄷ)
- 2019년 대한민국의 텔레비전 드라마 목록